# Genuflessione

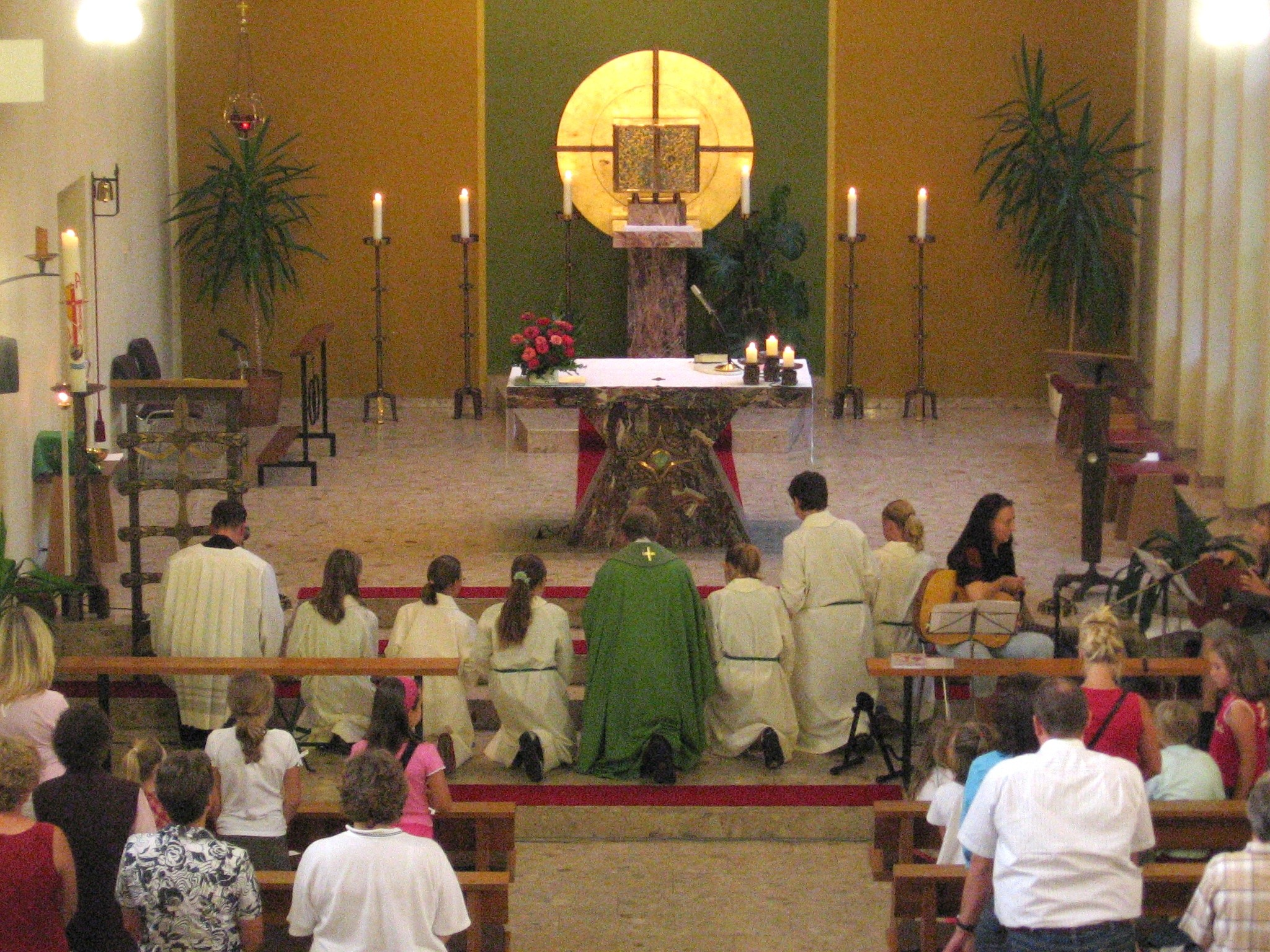
Genuflessione del sacerdote e dei ministri della Messa, all'arrivo all'altare e alla partenza, se nel presbiterio c'è un tabernacolo con il Santissimo Sacramento

La genuflessione è l'atto di piegare una delle due ginocchia fino a toccare terra. Fin dai tempi più antichi è stata considerata un gesto di rispetto nei confronti di qualcuno reputato molto più importante. Si distingue dall'atteggiamento di sostare in ginocchio per un certo tempo, come nella preghiera o individuale o collettiva.
In tempi moderni, la genuflessione è divenuta un gesto diffuso nella cristianità, comune a diverse Chiese: la Comunione anglicana, luterana, Chiesa cattolica, e nelle Chiese ortodosse occidentali.
La parola italiana, di derivazione latina, inizialmente indicava l'atto di sostare in ginocchio per un certo tempo (con una o entrambe le ginocchia), mentre dal Medioevo in poi divenne l'atto di piegare il ginocchio fino a terra per poi rialzarsi.
Alcuni, quando genuflettono davanti al Santissimo Sacramento, aggiungono opzionalmente il segno della croce, che non è prescritto.

## Storia

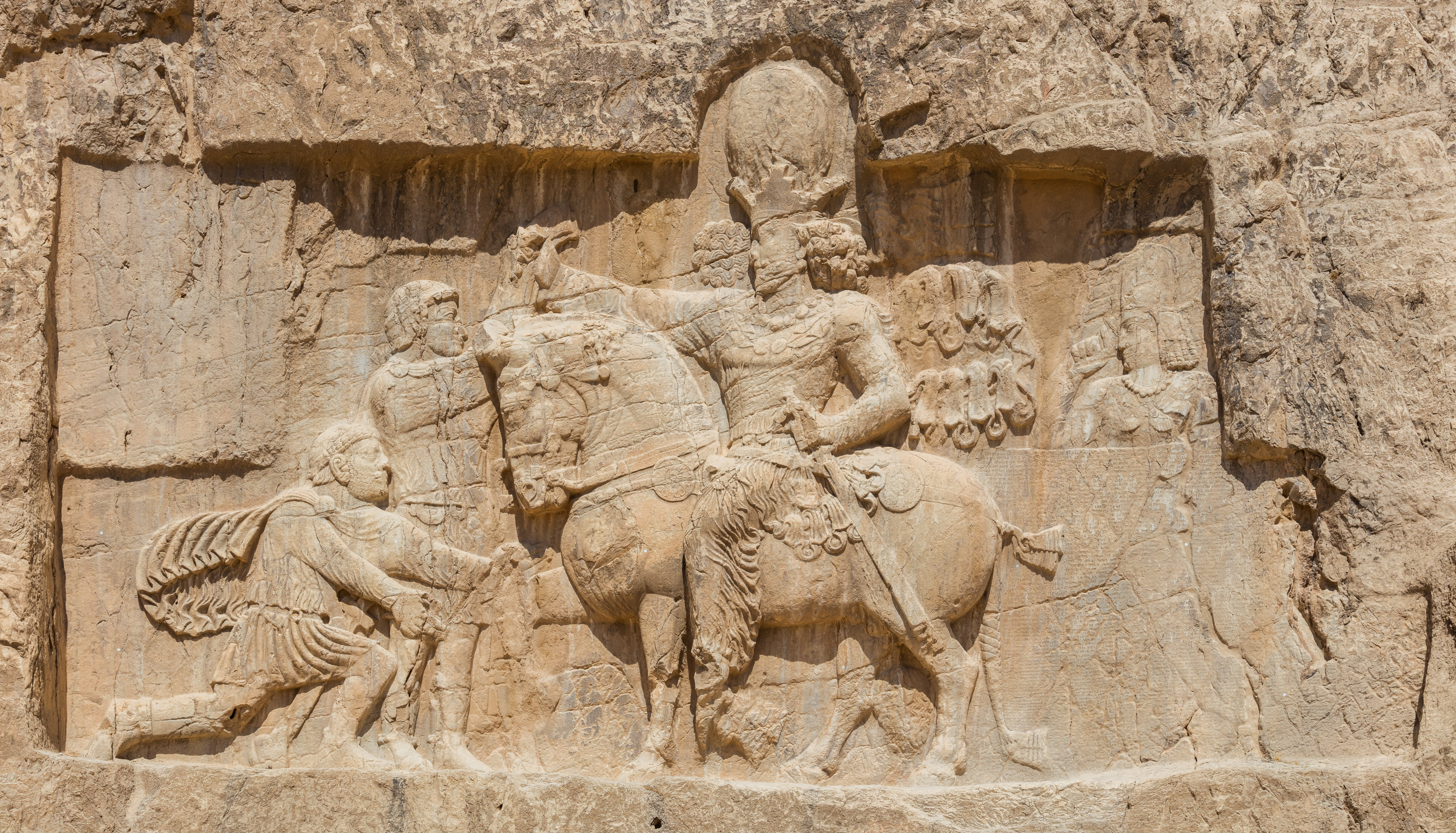
Filippo l'Arabo si genuflette davanti a Sapore I (in un rilievo sasanide)

Nel 328 a.C., Alessandro Magno introdusse la genuflessione nel protocollo della sua corte, quando stava nella Persia.
Quando Giustiniano I ereditò il trono bizantino nel 527, i senatori erano tenuti per tradizione a genuflettere al cospetto dell'imperatore.
Durante il Medioevo il segno di rispetto riservato al re o ad un nobile dignitario era quello di restare in ginocchio, finché il servitore non veniva autorizzato a rialzarsi in piedi.
Le donne in particolare davanti al re erano solite inchinarsi in segno di reverenza verso l'uomo. Questa postura, caduta in disuso, persiste fra persone con titolo nobiliare, o come formalità prevista nei protocolli di corte.  Similmente, questo gesto di rispetto è tenuto nel saluto di un pontefice, davanti al quale è comune vedere un tipo di genuflessione (con particolare stretta di mano), eseguita col ginocchio sinistro, e un contestuale inchino di busto e spalle.

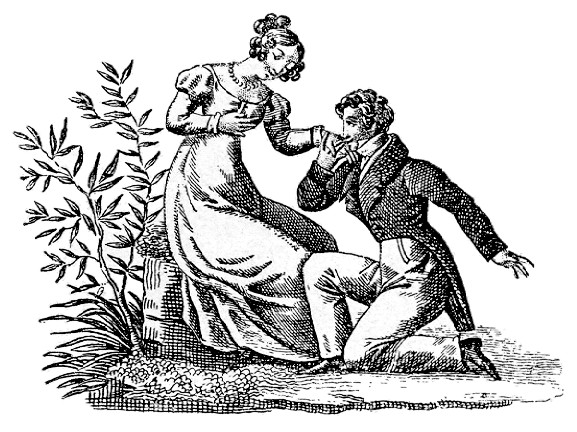
Proposta di matrimonio

Altri usi nelle culture occidentali odierne sono:
- inginocchiarsi per la proposta di matrimonio;
- negli Stati Uniti d'America, l'ufficiale preposto si genuflette sul ginocchio sinistro davanti ai famigliari seduti che ricevono le esequie dei militari "caduti" avvolte nella bandiera nazionale.

## Nel cristianesimo

### Nel rito romano

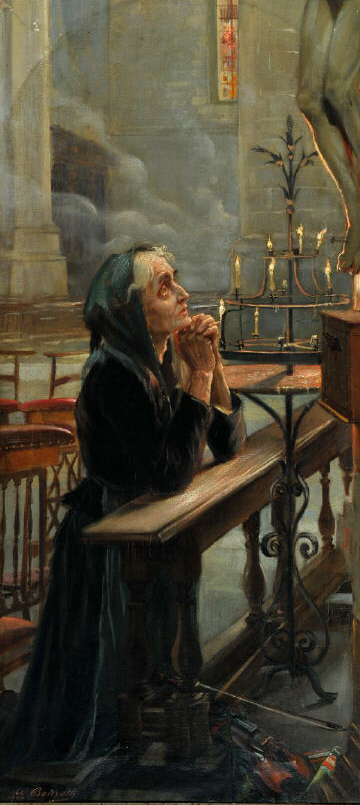
Donna genuflessa, mentre prega di Auguste Bourotte

La genuflessione al Santissimo Sacramento, distinta dallo stare inginocchiati, fu introdotta solamente nel tardo Medioevo, alcuni secoli dopo che essa era divenuta prassi diffusa nei confronti di rappresentanti dell'autorità costituita, quali i vescovi. La pratica si diffuse rapidamente, ma ricevette un riconoscimento formale soltanto nel 1502. Ad esempio, dopo l'introduzione dell'elevazione del pane e del vino dopo la consacrazione, questa pratica per lungo tempo ancora non era associata ad una genuflessione.
La genuflessione su un ginocchio solo, tipica dell'attuale rito romano, differisce dallo stare in ginocchio per qualche tempo durante la preghiera, per tutta la durata della Consacrazione della Santa Messa, e nel Sacramento della Penitenza.
Anche se con essa si onoravano altre persone, in particolare i vescovi, ora significa adorazione ed è riservata al Santissimo Sacramento e alla santa Croce, dalla solenne adorazione nell’Azione liturgica del Venerdì nella Passione del Signore fino all’inizio della Veglia pasquale.
Si esegue piegando il ginocchio destro fino a terra.
Chi non può genuflettersi per problemi fisici, può sostituire la genuflessione con un inchino o con un altro gesto.
Nel rito romano riformato dopo il Concilio Vaticano II, se la conferenza episcopale non ha deciso altrimenti, la genuflessione è considerata obbligatoria per i fedeli quando:
- in una chiesa giungono a dove è visibile il Tabernacolo;
- passano davanti al Santissimo Sacramento;
- adorano la croce nella liturgia del Venerdì Santo.

Nella messa il sacerdote genuflette:
- dopo avere mostrato ai fedeli l'ostia consacrata;
- dopo avere mostrato loro il calice con la specie del vino consacrato;
- prima della comunione.

Se nel presbiterio ci fosse il tabernacolo con il Santissimo Sacramento, il sacerdote, il diacono e gli altri ministri genuflettono quando giungono all'altare o quando si allontanano, non invece durante la stessa celebrazione della messa. Inoltre genuflettono tutti coloro che passano davanti al Santissimo Sacramento, se non procedono in processione. I ministri che portano la croce processionale o i ceri, al posto della genuflessione fanno un inchino col capo.
La genuflessione è un segno di adorazione al Santissimo Sacramento. Serve a tenere viva la consapevolezza nei singoli fedeli che essi si trovano davanti alla Santa Eucaristia.
Un'eccezione è prevista per i sagrestani o per i custodi dei luoghi consacrati, per quali sarebbe poco pratico inginocchiarsi ad ogni passaggio in prossimità del Santissimo.
Fino al 1973, la genuflessione con entrambe le ginocchia era obbligatoria davanti al Santissimo Sacramento qualora avesse luogo la sua ostensione per l'adorazione eucaristica (ma non se esposto solo sul corporale) e nei "sepolcri" durante la Settimana santa, ecc.). L'attuale regola è: "La genuflessione al SS. Sacramento, sia esso custodito nel Tabernacolo ovvero esposto in ostensione per l'adorazione pubblica, ha luogo su un singolo ginocchio", "dal momento che la genuflessione è un atto di adorazione in sé, le norme liturgiche generali hanno abbandonato la distinzione riguardo al modo differenziato di adorare Cristo quando è tenuto nel Tabernacolo ovvero esposto in ostensione sull'altare. La genuflessione "semplice" su un singolo ginocchio può essere adeguata in tutti i casi".  Qualche Conferenza Episcopale ha scelto di mantenere l'obbligo della "doppia genuflessione" (su entrambe le ginocchia) davanti al Santissimo Sacramento, eseguita in breve tempo, abbassando la nuca mentre vengono giunte le mani tra loro.
Oltre all'adorazione al Santissimo Sacramento, la genuflessione (almeno breve) è prescritta in vari momenti della liturgia romana, come dopo la menzione della morte di Gesù Cristo sulla croce durante la lettura del Passio nella Settimana santa.
Si fa nell'adorazione della Croce nel Venerdì santo.
Alle parole del Credo che ricordano l'Incarnazione, et incarnatus est de Spiritu Sancto ex Maria Virgine et homo factus est (e per opera dello Spirito Santo si è incarnato nel grembo della Vergine Maria, e si è fatto uomo), alle quali di solito si fa un inchino, si compie una genuflessione nelle Solennità del Natale e dell'Annunciazione.

#### Messa tridentina

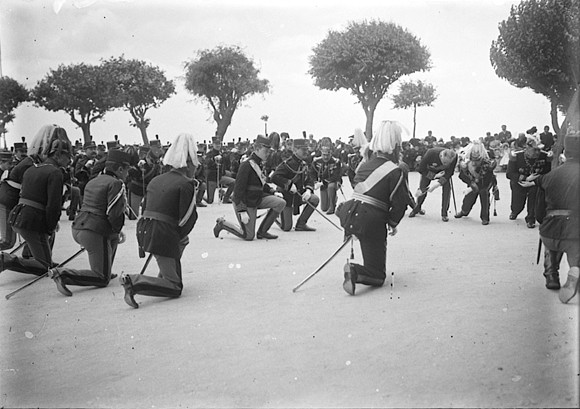
Genuflessione del re Manuele II di Portogallo durante la Santa Messa a Campanha (Brasile, 1910 circa)

Secondo il Messale Romano del 1962 il sacerdote celebrante genuflette:
- nel percorso dalla sagrestia al presbiterio: passando davanti al tabernacolo in cui è presente il Santissimo Sacramento; passando davanti alle reliquie degli strumenti della Passione esposte; passando davanti a un altare in cui si sta celebrando un'altra messa, dalla consacrazione alla comunione del celebrante; durante la consacrazione la genuflessione è doppia e resta inginocchiato fino all'elevazione del Calice; durante la comunione dei fedeli la genuflessione è doppia; passando davanti a un altare su cui è esposto il Santissimo Sacramento la genuflessione è doppia[16]
- entrando in presbiterio, rivolto al papa se presente[17];
- accedendo all'altare, se nel tabernacolo è presente il Santissimo Sacramento[18]; se il Santissimo Sacramento è esposto, la genuflessione è doppia[19];
- nella Messa solenne all'incensazione, se nel tabernacolo è presente il Santissimo Sacramento[20];
- prima dell'elevazione dell'Ostia[21];
- dopo l'elevazione dell'Ostia[22];
- prima dell'elevazione del Calice[22];
- dopo l'elevazione del Calice[22];
- dopo aver scoperto il Calice prima di pronunciare le parole Per ipsum et cum ipso et in ipso[23];
- dopo aver coperto il Calice dopo aver pronunciato le parole omnis honor et gloria[23];
- dopo aver scoperto il Calice prima della frazione dell'Ostia[24];
- dopo aver coperto il Calice prima dell'Agnus Dei[24];
- dopo l'orazione Domine Jesu Christe e prima del versetto Panem caelestem accipiam[25];
- prima del versetto Quid retribuam[25];
- prima di porre le particole consacrate nella pisside per la comunione del popolo[26];
- prima di rivolgersi al popolo per dire Misereatur vestri[26];
- benedicendo il popolo, rivolto al papa se presente[27];
- dopo l'Ultimo Vangelo, rivolto al papa se presente[28];
- congedandosi dall'altare, se nel tabernacolo è presente il Santissimo Sacramento[29]; se il Santissimo Sacramento è esposto, la genuflessione è doppia[19];
- nel percorso dal presbiterio alla sagrestia, negli stessi casi previsti nella processione di ingresso.

Secondo il Messale Romano del 1962 la genuflessione viene inoltre eseguita dal celebrante, dai ministri e dal popolo durante la messa:
- alle parole et Verbum caro factum est ("il Verbo si fece carne") nel Credo;
- alle stesse parole nel Prologo del Vangelo secondo Giovanni letto come l'Ultimo Vangelo alla conclusione della Messa[30] e come il Vangelo della terza Messa del Natale;
- alle parole et procidentes adoraverunt eum ("e inginocchiandosi lo adoravano"), nel Vangelo per l'Epifania (Matteo 2, 1-12);
- alle parole et procidens adoravit eum ("e inginocchiandosi lo adorò"), alla fine del Vangelo (Giovanni 9, 1-38), per il Venerdì della quarta settimana del tempo di Quaresima;
- dopo le parole Expiravit o emisit spiritum alla lettura del Passio[19];
- alle parole ut in nomine Iesu omne genu flectatur caelestium, terrestrium et infernorum (perché al nome di Gesù si prostri chiunque in cielo, in terra e sotto terra [agli inferi]), dell'Epistola ai Filippesi 2,5-11, letta durante la Domenica delle Palme, Esaltazione della Santa Croce (14 settembre) (prima del 1960, anche per la Festività della Santa Croce, il 3 maggio), e nella Lettera ai Filippesi 2,8-11, letta nella Messa votiva per la Passione del Signore;
- alle parole Veni sancte Spiritus durante l'Alleluia, prima della Sequenza per la Domenica della Pentecoste, per l'Ottava di Pentecoste, e per la Messa votiva in onore dello Spirito Santo.

Ci sono leggere differenze in edizioni più antiche del Messale romano: nella prima edizione (1570) il celebrante dice Haec quotiescumque feceritis, in mei memoriam facietis mentre eleva il calice dopo la consacrazione, e in tutte le edizioni prima di quella del 1962 l'allora esistente ottava dell'Epifania prevede in tutti i giorni l'uso del Vangelo della festa con la parole et procidentes adoraverunt eum.
Nella Messa solenne il diacono e il suddiacono si inginocchiano nel mezzo passando da un lato all'altro dell'altare, accedendo e congedandosi dall'altare e al secondo Confiteor e alla benedizione.
Nella Messa solenne il suddiacono genuflette davanti al celebrante baciandogli la mano dopo aver cantato l'Epistola, tranne che nella Messa dei defunti; il diacono genuflette al Munda cor meum. Inoltre genuflette il ministro nel porgere al celebrante lo strumento della pace.
Il popolo, il diacono e il suddiacono si inginocchiano anche nelle orazioni solenni delle Quattro Tempora e del Venerdì santo, da quando il diacono inginocchiandosi per primo dice Flectamus genua fino a quando il diacono, alzandosi per primo, dice Levate.
I ministri chierici o laici restano inginocchiati dall'inizio fino al Vangelo, poi dal Credo (o se non viene detto dall'offertorio) fino alla fine, con tutte le interruzioni richieste dal loro servizio. Genuflettono sempre nel mezzo passando da un lato all'altro dell'altare, accedendo e congedandosi dall'altare e alla benedizione. Benché il Messale non preveda l'atteggiamento del popolo e vi possano essere differenze da luogo a luogo, generalmente il popolo resta inginocchiato nella Messa letta dall'inizio fino all'epistola o nella Messa cantata fino al Gloria in excelsis Deo, poi dal Sanctus fino alla purificazione nella Messa letta, con un'interruzione tra il Pater noster e l'Agnus Dei nella Messa cantata, poi genuflette nuovamente alla benedizione e, dopo la messa, ad eventuali preghiere aggiunte quali le preci leonine.
Altre genuflessioni sono previste nella Messa in cui è presente il vescovo
Dall'usanza di genuflettersi davanti al re e ai nobili è sorta l'usanza secondo la quale i laici e i sacerdoti dovevano inginocchiarsi davanti ai vescovi, e in particolare ai cardinali (chiamati anche "principi di Santa Romana Chiesa"), per baciare il loro anello episcopale, quale segno dell'accettazione dell'autorità apostolica del vescovo quale vicario rappresentante di Cristo nell'ambito della diocesi.
Secondo le prescrizioni del Caeremoniale Episcoporum nelle edizioni tra il 1600 e il 1886, la genuflessione è obbligatoria davanti agli alti prelati (vescovi nella loro diocesi, metropoliti nel territorio della loro provincia, legati pontifici nel territorio di loro assegnazione, ovvero tutti i cardinali, sia fuori Roma sia nella Chiesa loro assegnata a Roma). Nel corso della Santa Messa i chierici sono tenuti, secondo le stesse prescrizioni, alla genuflessione davanti agli alti prelati, mentre il celebrante, i canonici, ed i prelati di grado minore possono sostituire la genuflessione con un inchino della testa e delle spalle.
Non poche persone continuano a genuflettersi per baciare l'anello episcopale fuori dalla liturgia.
Secondo alcune fonti, la genuflessione davanti a vescovi, compreso il papa, e alti prelati dovrebbe essere compiuta col ginocchio sinistro (e non con quello destro, riservato a Dio). Questo uso non è menzionato né nel Caeremoniale Episcoporum] né nel Ritus servandus.
Secondo le prescrizioni del Pontificale Romanum dalla prima edizione sotto papa Clemente VIII (1592-1605) fino a quella di papa Giovanni XXIII (1958-1963), nella più significativa parte della cerimonia solenne e complessa di consacrazione episcopale al consacrando non si impone di fare il gesto di genuflettersi, ma invece di stare inginocchiato, mentre i due vescovi co-consacranti tengono aperto l'Evangeliario sul suo capo, il vescovo consacrante procede alla contestuale unzione col crisma, e infine al dono della mitra, del pastorale e dell'anello, i segni distintivi della autorità conferitagli.

### Genuflessioni in riti non romani

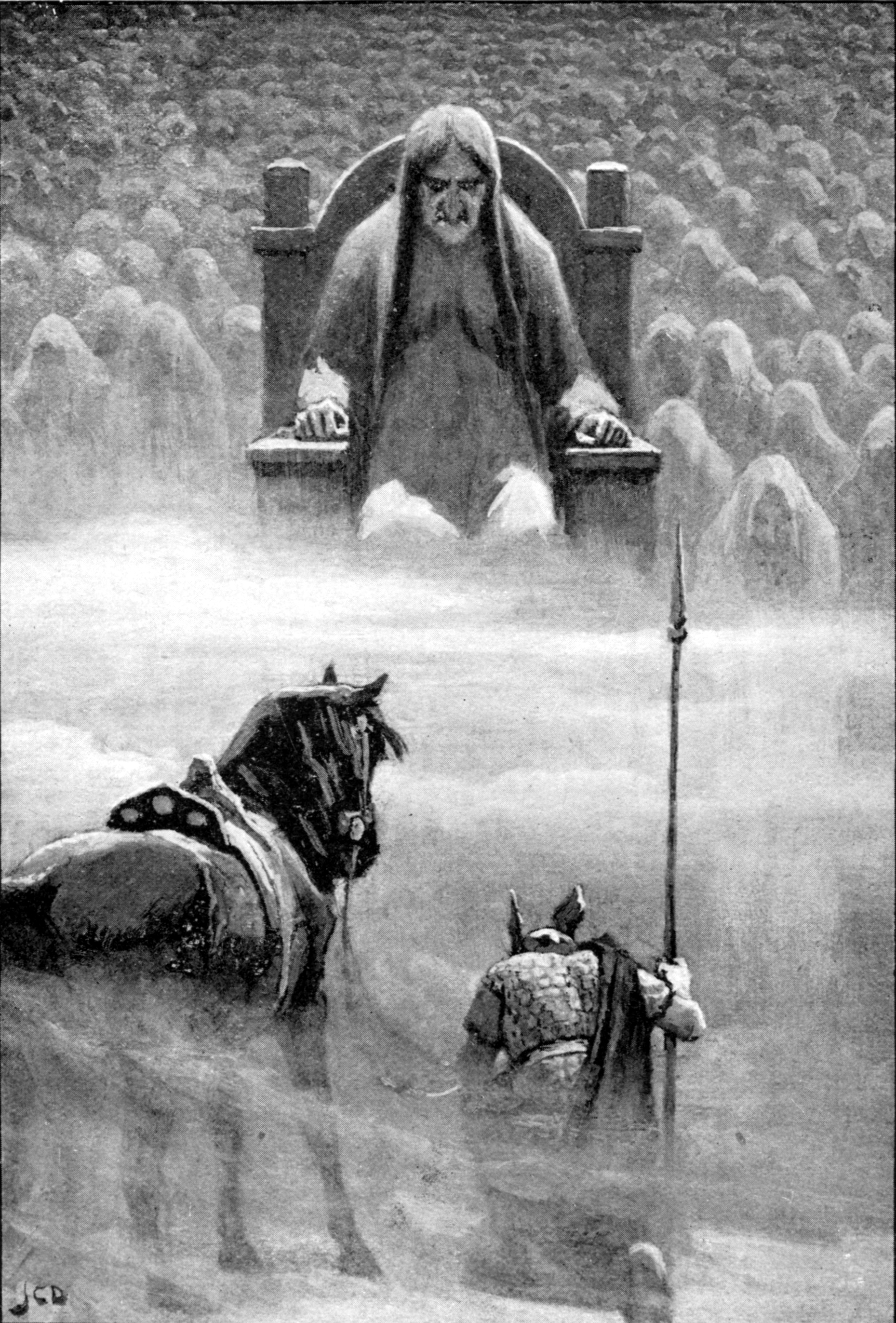
Hermóðr genuflette di fronte a Hel

Nel rito bizantino, decisamente il più diffuso nella Chiesa ortodossa, la genuflessione gioca un ruolo del tutto marginale in favore della più radicale prostrazione, nota come proskýnesis. Eccezione a questa pratica, è al termine del Sacramento della Riconciliazione, dove dopo aver confessato i propri peccati, il fedele penitente è tenuto ad inginocchiarsi (su un solo ginocchio), sotto a un Evangeliario oppure ad un'icona di Gesù Cristo che confessore - un vescovo o un sacerdote - innalza con la mano sopra la sua testa, mentre dichiara formalmente il perdono divino, e la conseguente assoluzione ("cancellazione") dei peccati.
Nella Chiesa cattolica maronita esiste ancora un suggestivo rito della genuflessione il giorno della festività di Pentecoste. L'assemblea si genuflette prima col ginocchio sinistro al nome del Padre Dio, poi col ginocchio destro al nome del Figlio Dio (assiso alla destra del Padre), e infine con entrambe le ginocchia al nome dello Spirito Santo Dio.
Nella Chiesa episcopale degli Stati Uniti d'America, appartenente alla comunione anglicana, la genuflessione non è mai prescritta dal Libro delle Preghiere (Book of Common Prayer), poiché si ritiene non necessaria una guida spirituale: la preghiera sarebbe un sentimento del cuore e una pratica personale di pietà, che finirebbe spontaneamente con l'essere espressa mediante il corpo. Anche se non formalizzata, la genuflessione davanti alla reale presenza di Cristo nelle specie del pane e del vino consacrati, è una pratica diffusa in molte parrocchie, in particolare quelle con una tradizione anglo-cattolica.

In generale, se il Santissimo è custodito nel Tabernacolo ovvero esposto, i fedeli si inginocchiano quanto meno al momento dell'ingresso e della loro uscita dal luogo di culto, e nella direzione del luogo in cui è custodito il SS. Sacramento.
La genuflessione mentre si approssima il Santissimo Sacramento dell'Eucaristia consacrata è una pratica diffusa anche nella Chiesa anglicana. Può ritenersi una versione moderna della proschinesi del capo e del corpo, che nel rito delle Chiese orientali restano il massimo atto di reverenza verso Dio.